# Septembrie 1994
Acest articol este generat integral pe baza informațiilor din articolul 1994 și este actualizat periodic de un robot.
 Editările făcute în articol vor fi șterse la următoarea actualizare! Dacă doriți să faceți modificări, editați articolul-sursă.

ianuarie -
februarie -
martie -
aprilie -
mai -
iunie -
iulie -
august -
septembrie -
octombrie -
noiembrie -
decembrie
Septembrie 1994 a fost a noua lună a anului și a început într-o zi de joi.

## Evenimente
- 1 septembrie: Boris Elțîn își amână vizita în România; principaul motiv lentoarea încheierii Tratatului politic româno-rus.[1]
- 8 septembrie: Un Boeing 737, cu 132 de oameni la bord, se prăbușește în apropiere de aeroportul internațional Pittsburgh în SUA. Nu există supraviețuitori.
- 11 septembrie: Guvernul Văcăroiu consideră inoportună vizita regelui Mihai în țară.
- 14 septembrie: Tribunalul București dispune eliberarea condiționată a ultimilor deținuți, membri ai fostului C.P.Ex.: Ion Dincă și Ludovic Fazekaș, condamnați la 15 și respectiv 14 ani închisoare.[1]
- 17 septembrie: A fost lansat sistemul de operare Linux, creat de Linus Benedict Torvalds, Finlanda.
- 26 septembrie: Aflat în Statele Unite cu ocazia deschiderii sesiunii Adunării Generale a ONU, președintele Ion Iliescu are o întâlnire cu președintele Bill Clinton.

## Nașteri
- 1 septembrie: Carlos Sainz Jr., pilot spaniol de Formula 1
- 8 septembrie: Bruno Fernandes, fotbalist portughez

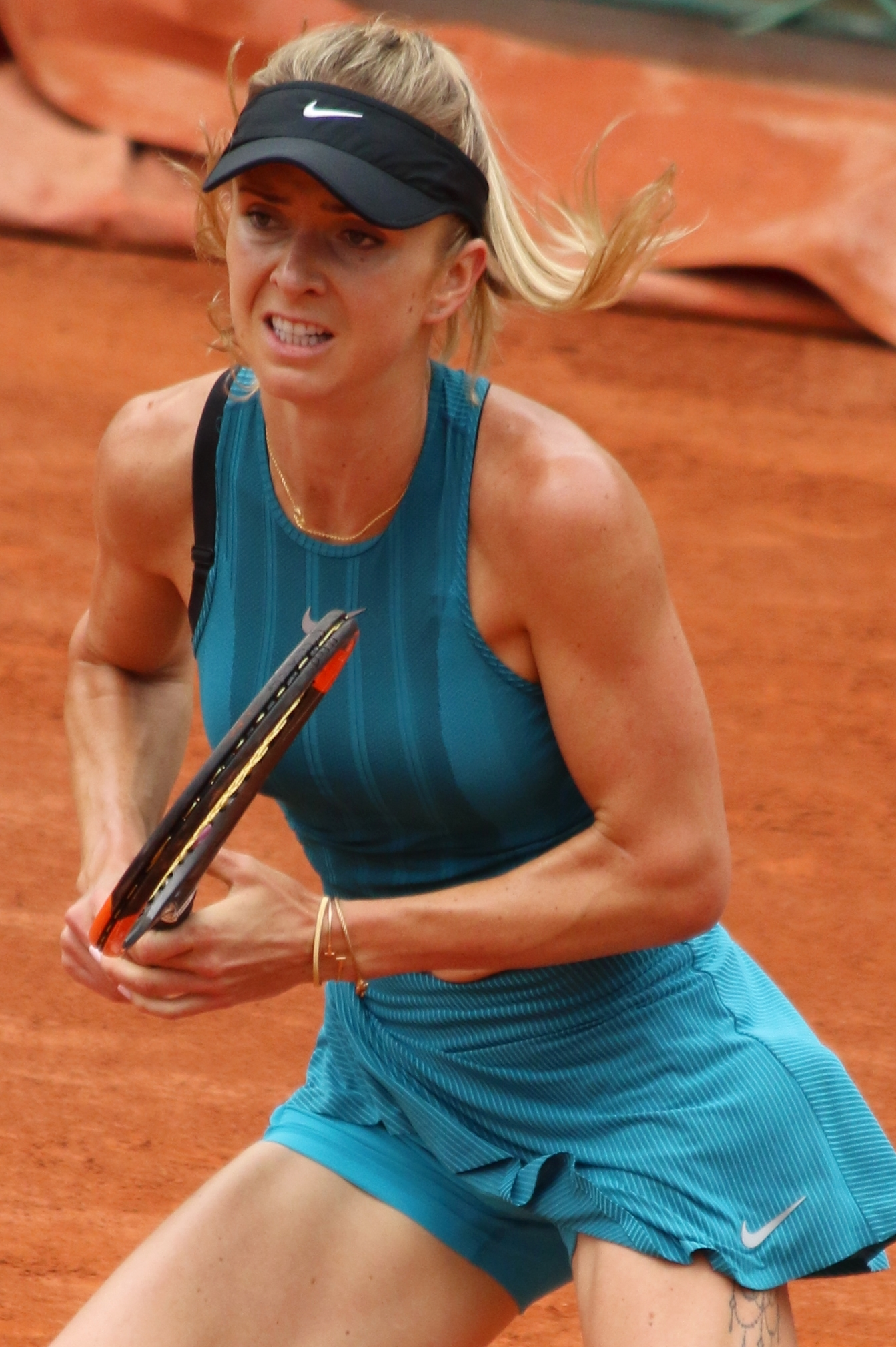
Elina Svitolina, jucătoare ucraineană de tenis
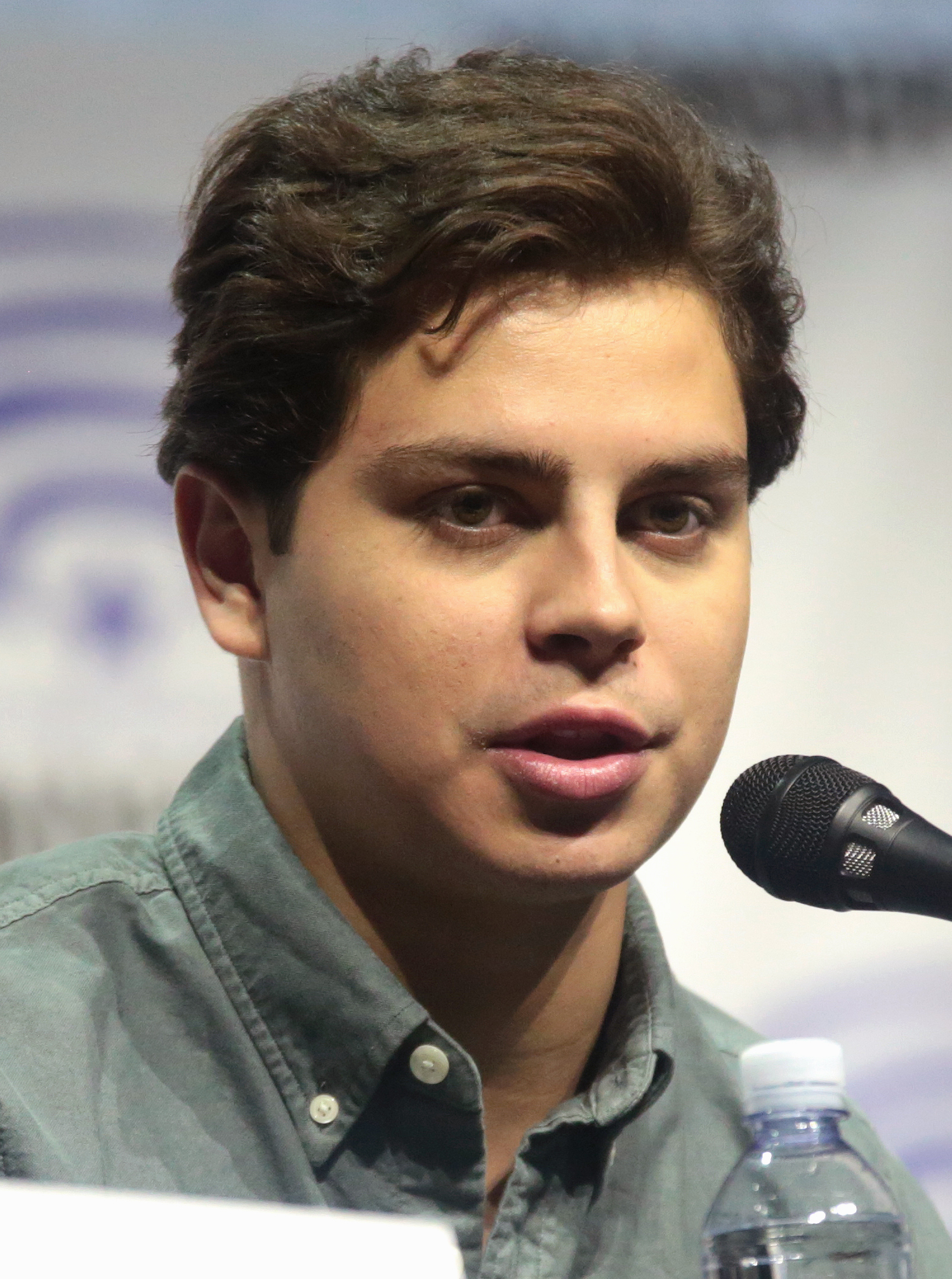
Jake T. Austin, actor american
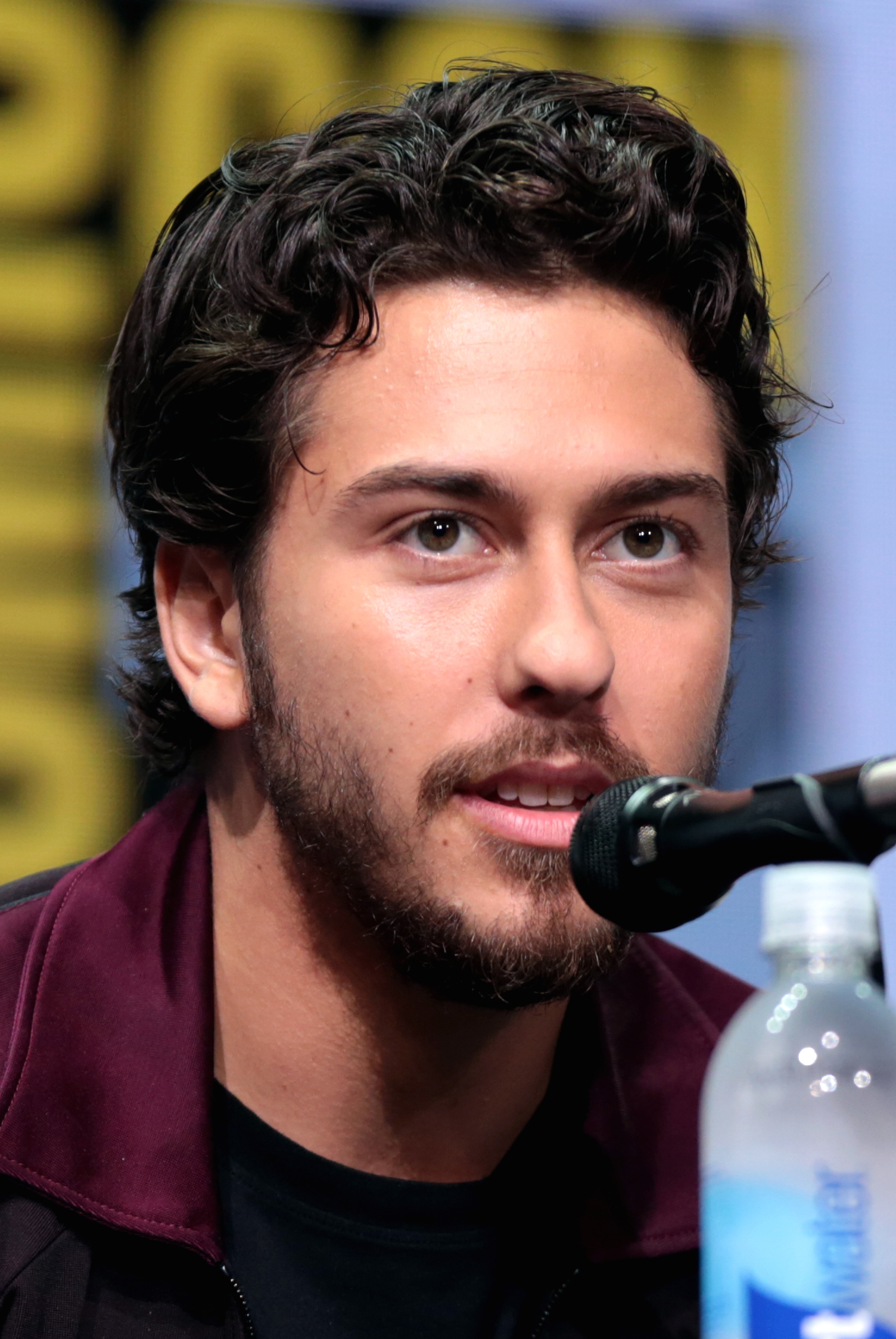
Nat Wolff, actor american

- 12 septembrie: Elina Svitolina (Elina Mykhaylivna Svitolina), jucătoare ucraineană de tenis
- 13 septembrie: Joel Pohjanpalo, fotbalist finlandez
- 13 septembrie: Darius Pop, politician
- 15 septembrie: Wout Van Aert, ciclist belgian
- 16 septembrie: Aleksandar Mitrović, fotbalist sârb (atacant)
- 16 septembrie: Bruno Petković, fotbalist croat (atacant)
- 22 septembrie: Blanka Bíró, handbalistă maghiară
- 23 septembrie: Yerry Mina (Yerry Fernando Mina González), fotbalist columbian
- 27 septembrie: Denisa Ștefania Dedu, handbalistă română
- 28 septembrie: The Anime Man, youTuber japonez-australian
- 29 septembrie: Joseph Mensah, fotbalist ghanez
- 29 septembrie: Halsey (Ashley Nicolette Frangipane), muziciană americană
- 29 septembrie: Halsey, muziciană americană
- 30 septembrie: Iulian Teodosiu, scrimer român

## Decese
Elena Ilinoiu Codreanu, politiciană română (n. 1902)
Nicky Hopkins (Nicholas Christian Hopkins), 50 ani, pianist britanic (n. 1944)
James Clavell, 72 ani, scriitor britanic (Shogun), (n. 1924)
Eijirō Tōno, 86 ani, actor japonez (n. 1907)
Patrick O'Neal, 66 ani, actor american (n. 1927)
Heinz Gerischer, 75 ani, chimist german (n. 1919)
Karl Popper (Karl Raimund Popper), 92 ani, filosof britanic de etnie austriacă (n. 1902)
Damian Ureche, 59 ani, poet român (n. 1935)
Maria Carta, 60 ani, cântăreață și actriță italiană (n. 1934)
Mark Alexander Abrams, 88 ani, sociolog britanic de etnie evreiască (n. 1906)
Louis Ferdinand, Prinț al Prusiei (n. Louis Ferdinand Victor Eduard Adalbert Michael Hubertus Prinz von Preußen), 86 ani, membru al familiei Hohenzollern (n. 1907)